# Alexander Wiktorowitsch Galkin

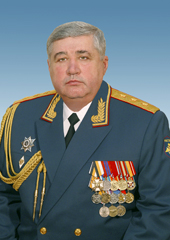
Alexander Wiktorowitsch Galkin (2009)

Alexander Wiktorowitsch Galkin (russisch Александр Викторович Галкин; * 22. März 1958 in Ordschonikidse) ist ein russischer Generaloberst.
Im Oktober 2010 wurde er Befehlshaber des neu gegründeten Militärbezirks Süd. Am 11. Juni 2011 wurde er zum Generaloberst befördert. Er galt als Vertrauter von Generalstabschef Nikolai Jegorowitsch Makarow und als Modernisierer. Galkin war unter anderem für die Aufklärung der Konstruktionsmängel des T-80 verantwortlich, die sich im Ersten Tschetschenienkrieg erwiesen hatten. Von diesen waren allein im ersten Monat des Krieges 225 verlorengegangen. 1995 überzeugte er den Verteidigungsminister, keine Panzer mit Gasturbinenantrieb mehr zu verwenden. Im März 2014 gab Galkin bekannt, dass Russland seit 2013 Aufklärungs- und/oder Kampfdrohnen im Kaukasus verwendet.
Am 18. März 2014 verhängte die EU im Rahmen von Sanktionen gegen Russen und Ukrainer im Zusammenhang mit der völkerrechtswidrigen Annexion der Krim durch Russland eine Einreisesperre und Kontensperrungen gegen Galkin.

## Laufbahn
1990 schloss Galkin die Frunse-Militärakademie ab und diente als Regimentschef eines motorisierten Schützenregiments. 2003 beendete er seine Generalstabsausbildung. 2006 wurde er Chef der 41. Armee mit Sitz des Stabes in Nowosibirsk. 2008 wurde er stellvertretender Chef des Sibirischen Militärbezirks. Bis 2010 war er – damals als Generalleutnant – Kommandeur des Militärbezirks Nord-Kaukasus der russischen Streitkräfte.